# 世界ボクシング連合
世界ボクシング連合（せかいぼくしんぐれんごう、英:World Boxing Union）はプロボクシングの王座認定団体である。略称はWBU。世界的な認知度は低く、いわゆるマイナー団体に分類される。

## 歴史
世界ボクシング連合は創設者のジョン・W・ロビンソン (Jon W. Robinson) によって1990年代初頭にイギリスで設立された。ジョン・W・ロビンソンはそのまま初代会長に就任している。歴史としては浅く、主要4団体（WBA, WBO, WBC, IBFの4団体）に比べ影の薄いマイナーなボクシング団体であったが、創設者のジョン・ロビンソンの2004年急死により事実上活動停止状態となった。
現在『WBU』を名乗っている、ドイツ・ニーダーザクセン州本部（会長：トルステン・クニレ）、そして米国ジョージア州本部（会長：ドン・ルイス）は、上記の元祖WBUとは全く別物で無関係である（ただし、前出の2つの『WBU』は、ジョン・ロビンソン会長のWBUの後継を勝手に名乗っている状態である）。
日本でも過去にWBUのタイトルマッチが行われたことがあり、1996年に東京ベイNKホールで開催された日本ボクシングコミッション（JBC）未公認の興行でジョージ・フォアマンがクロウフォード・グリムスリーを相手にWBUヘビー級王座を防衛した。この試合はTBSでTV中継された。

## 認定王者
世界ボクシング連合からは、1995年ごろより認定チャンピオンが生まれ始めた。有名なチャンピオンとしては以下のような選手がいる。
- シリモンコン・シンマナサック（初代スーパーフライ級・第2代バンタム級王者）
- トーマス・ハーンズ （初代クルーザー級王者）
- ジョージ・フォアマン （初代ヘビー級王者）
- ハシーム・ラクマン （第3代ヘビー級王者）
- ポンサクレック・クラティンデーンジム （第3代ライトフライ級王者）
- リッキー・ハットン （第6代スーパーライト級王者）
- コーリー・サンダース
- ジョニー・ネルソン
- マット・スケルトン
- ミッキー・ウォード
- ポンサクレック・ウォンジョンカム
- ロイ・ジョーンズ・ジュニア